# Joël Cherbuliez
Pour les articles homonymes, voir Cherbuliez.
Gaspard-Louis-Joël Cherbuliez, né le 13 septembre 1806 à Genève où il est mort le 31 octobre 1870, est un libraire-éditeur suisse.

## Biographie
Il est le fils d’Abraham Cherbuliez (1765-1847) et de Sara Cornuaud. D'abord commis du libraire-imprimeur Gaspard Joël Manget (précédemment de la librairie genevoise Barde et Manget, fondée au XVIIIe siècle), Abraham Cherbuliez s'associa en 1806 avec son employeur pour constituer la librairie Manget et Cherbuliez qu'il reprit à son seul compte de 1820 à 1842. En 1830 il fonda une importante succursale à Paris en se rendant acquéreur de la librairie que les héritiers Peschoud avaient vendu, en 1828, à Théophile Ballimore. 
Joël Cherbuliez entra à Genève comme commis dans le commerce de son père et débuta dans la littérature en traduisant de l’allemand les Matinées suisses d’Heinrich Zschokke. En 1832 il fut envoyé par son père à Paris pour travailler dans la succursale parisienne. Il fonda, en 1833, le Bulletin littéraire et scientifique. Revue critique des livres nouveaux, dans lequel il tint lui-même avec impartialité la plume de critique littéraire jusqu'en 1866. 
Revenu à Genève en 1839, il réintégra la librairie paternelle. Il s’occupa aussi des affaires publiques et fut nommé député au Conseil représentatif, puis en 1842 au Grand conseil, dont il fut pendant trois ans l’un des secrétaires. Il concourut à la création et à la rédaction du Courrier de Genève, qui se fondit plus tard avec le Journal de Genève, dont il fut pendant plusieurs années le principal rédacteur. Il abandonna cette rédaction pour se vouer entièrement à son commerce de librairie que son père lui avait cédé en 1842.
En renonçant à son activité de journaliste, Cherbuliez ne renonça pas pour autant à écrire, faisant paraître dans la Revue des Deux Mondes, en février 1852, un article sur le radicalisme en Suisse. Les articles « Suisse » de l’Annuaire de la Revue des Deux Mondes sont de lui. En 1868, il publia un volume : Genève ; ses institutions, ses mœurs, son développement intellectuel et moral : esquisse historique et littéraire, œuvre patriotique écrite con amore. Des cours de littérature donnés à Genève à diverses époques complètent sa vie d’homme de lettres.
En 1868, la maladie vint mettre un terme à son activité d’esprit. Il recommençait à travailler lorsqu’une apoplexie foudroyante vint le frapper, la plume à la main. La librairie Cherbuliez de Genève fut, le 31 mars 1869, cédée au fils de Joël Cherbuliez, Alfred, prenant, depuis dès lors, la raison sociale A. Cherbuliez et C. La direction de la Librairie de la Suisse romande, à Paris, fut, à la même époque, confiée à L. Karcher, neveu de Joël Cherbuliez, et continua d’être gérée par G. Fischbacher.
Le nom de Cherbuliez comme éditeur est attaché à divers ouvrages de l’imprimeur Pyramus de Candolle, du botaniste Alphonse de Candolle, du général Dufour, des professeurs Marc-Auguste Pictet, De la Rive, d’Ernest Naville, Félix Bungener, des professeurs Sayous, Adolphe Pictet, etc. Un grand nombre de recueils de sermons et méditations de pasteurs éminents tels que Athanase Coquerel père et fils, Réville, Pécaut, Colani, Jules Cougnard (d), Coulin, Tournier, etc., ont été publiés par cette librairie protestante. La Bibliothèque universelle de Genève fut éditée dans la librairie Joël Cherbuliez de 1846 à 1857. En France, Cherbuliez a édité le « monument immense, qui a ressuscité un monde » de La France protestante en 10 vol. grand in-8° à 2 colonnes, 1846-1859, des frères Haag.
Il était le frère du théoricien du libéralisme économique Antoine-Elisée Cherbuliez, professeur d’économie politique au Polytechnicum de Zurich et l’oncle de l’académicien Victor Cherbuliez.

## Sources
- Cercle de la librairie, Journal général de l’imprimerie et de la librairie, t. 15, Paris, Cercle de l'imprimerie, de la librairie et de la papeterie, 1871, 1-2 p. (lire en ligne), p. 43.